# Saison 3 de Boardwalk Empire
Chronologie
Saison 2 Saison 4
La troisième saison de Boardwalk Empire constituée de douze épisodes est la troisième saison de la série et diffusée du 16 septembre 2012 au 2 décembre 2012 sur HBO.

## Distribution
- Steve Buscemi : Enoch « Nucky » Thompson
- Kelly Macdonald : Margaret Thompson
- Michael Shannon : Nelson Van Alden/George Mueller
- Shea Whigham : Elias « Eli » Thompson
- Michael Stuhlbarg : Arnold Rothstein
- Stephen Graham : Al Capone
- Vincent Piazza : Charlie Luciano
- Michael Kenneth Williams : Albert « Chalky » White
- Anthony Laciura : Eddie Kessler
- Paul Sparks : Mickey Doyle
- Jack Huston : Richard Harrow
- Ron Livingston : Roy Phillips
- Gretchen Mol : Gillian Darmody

## Résumé
1922, Nucky change d’organisation de distribution d'alcool en la livrant dans son intégralité à Rothstein qui se charge de la répartition. Mais Gyp Rosetti, un homme de main de Masseria à New York veut déclarer la guerre à Atlantic City en utilisant ce prétexte pour prendre le pouvoir. Ainsi, lui et ses hommes prennent possession de la station-service de Tabor Heights sur la route entre Atlantic City et New York pour bloquer ces convois. Mais Nucky ne peut pas s'occuper de lui car Gyp est protégé par Rothstein et Masseria à New York. Mais Nucky a l'esprit ailleurs en fréquentant l’actrice Billie Kent (au détriment de son épouse Margaret qui a ouvert un hôpital pour femme) et cherche à tout prix à sauver sa tête mise à prix par le gang de politiciens véreux de l'Ohio en pleine tourmente en sacrifiant George Remus. Alors que Margaret fréquente Owen Slater, Elias sorti de prison travaille pour Mickey Doyle dans les convois. Pendant ce temps, Nelson Van Alden s'est enfui à Chicago pour devenir vendeur de fer à repasser avant de se reconvertir dans les fleurs chez un concurrent d'Al Capone.
Pendant ce temps, Richard Harrow descend Manny Horowitz pour se venger de la mort d'Angela Darmody, puis commence à fréquenter Julia avec qui il entame une relation amoureuse. Toutefois, Gillian Darmody connait des soucis pour prouver la disparition de son fils pour gérer la maison du Commodore transformé en bordel. Ainsi, elle rencontre un jeune homme ressemblant à son fils et le tue tout en le faisant passer pour lui. Mais Harrow sentant la situation malsaine veut emmener le petit Tommy (enfermé dans la maison avec sa grand-mère) avec lui chez Julia en vain.
Mais bientôt la situation dégénère, Billie Kent et Owen Slater sont tués et le domestique Kessler gravement blessé, Gyp réussit à corrompre le shérif et le maire d'Atlantic City et Nucky doit se cacher d'abord chez Chalky, puis dans une scierie, alors que Gyp prend possession de la maison du Commodore et a une relation avec la patronne. Mais grâce à un accord conclu entre Elias et Al Capone, les renforts de New York sont tués, tandis que la bande de Rosetti est tuée chez le Commodore par Harrow qui en profite pour emmener Tommy chez Julia avant de disparaitre. Toutefois, Gyp ayant réussi à s'enfuir retrouve les survivants du massacre à Tabor Heights le lendemain. Mais il est poignardé dans le dos par l'un de ses hommes (que Nucky avait capturé avant de le relâcher). Margaret décide de s'éloigner de Nucky en s'installant à New York avec les enfants.

## Épisodes
| № | #  | Titre                                     | Réalisation    | Scénario                         | Première diffusion                                 | Code de prod. | Audience (en millions) |
| --- | -- | ----------------------------------------- | -------------- | -------------------------------- | -------------------------------------------------- | ------------- | ---------------------- |
| 25 | 1  | Résolution Resolution                     | Tim Van Patten | Terence Winter                   | 16 septembre 2012 sur HBO 9 décembre 2012 sur OCS  | 9F21          | 2,89                   |
| C'est le Nouvel An 1922. Gyp Rosetti est présenté comme un gangster sicilien violent et facilement offensé de New York. Lors d'une rencontre avec Nucky, il reçoit de mauvaises nouvelles concernant son nouveau partenariat exclusif avec Rothstein. En représailles, il insulte racialement tout le monde dans la pièce et sort en trombe. Nucky assiste à des réunions et traite du passé de Margaret, ce qui a fait de lui un philanthrope involontaire lorsqu'elle a fait don de millions de dollars de propriétés foncières du New Jersey. En fuite, Van Alden travaille comme vendeur de fer à repasser à Chicago et tombe sur une dispute entre Al Capone et Dean O'Banion. La mort de Jimmy a laissé Richard en tant que gardien de son fils, mais Gillian refuse de le laisser apprendre la vérité sur ses parents. |    |                                           |                |                                  |                                                    |               |                        |
| 26 | 2  | Spaghettis et Café Spaghetti and Coffee   | Alik Sakharov  | Howard Korder                    | 23 septembre 2012 sur HBO 9 décembre 2012 sur OCS  | 9F21          | 2,62                   |
| Eli sort de prison et a du mal à accepter les plans de son frère pour lui et la nouvelle réalité à la maison. Nucky rencontre «l'enquêteur spécial» Gaston Means, agissant en tant que bagman de Harry Daugherty à New York. Mécontent du refus de Nucky de vendre de l'alcool à qui que ce soit d'autre qu'à Rothstein, Gyp prend le contrôle de la petite ville stratégiquement située de Tabor Heights, New Jersey et bloque les expéditions d'alcool entre Atlantic City et New York. L'intérêt de Margaret pour les conditions sanitaires à l'hôpital Sainte-Thérèse se heurte à la résistance des patients et des médecins; Chalky se dispute avec sa fille au sujet de son avenir. |    |                                           |                |                                  |                                                    |               |                        |
| 27 | 3  | Bonne fortuna Bone for Tuna               | Jeremy Podeswa | Chris Haddock                    | 30 septembre 2012 sur HBO 16 décembre 2012 sur OCS | 9F21          | 2,36                   |
| Nucky devrait recevoir un prix de l' Église catholique romaine pour son travail caritatif, mais souffrait d'insomnie et de rêves liés au meurtre de Jimmy. Richard apprend que Mickey s'attribue le mérite d'un de ses meurtres, tandis que Nelson visite un bar clandestin avec des collègues. Un jeune Benjamin Siegel est brutalisé par les hommes de Joe Masseria. Margaret négocie une clinique de santé pour femmes lors d'une audience avec l'évêque. Gyp, ayant conclu un accord temporaire avec Nucky, s'offusque d'un salut d'adieu innocent. |    |                                           |                |                                  |                                                    |               |                        |
| 28 | 4  | My buddy Blue Bell Boy                    | Jeremy Podeswa | Chris Haddock                    | 7 octobre 2012 sur HBO 16 décembre 2012 sur OCS    | 9F21          | 2,11                   |
| Le rôle de plus en plus important d'Owen dans l'opération de contrebande est ressenti par Nucky quand ils finissent tous les deux par se cacher dans la maison d'un voleur d'alcool précoce. Capone, dont le fils est victime d'intimidation à l'école, passe ses frustrations sur l'un des hommes d'O'Banion. Charlie Luciano s'assoit avec Masseria, qui impose une taxe élevée sur l'entreprise en pleine croissance de Lucky et lui dit de se méfier de ses partenaires juifs. Mickey reçoit un appel téléphonique menaçant de Rothstein. Ignorer les instructions de Nucky et Eli, de ne pas transporter d'alcool à travers Tabor Heights, entraîne de graves conséquences. |    |                                           |                |                                  |                                                    |               |                        |
| 29 | 5  | Vous seriez surpris You'd Be Surprised    | Tim Van Patten | Diane Frolov et Andrew Schneider | 14 octobre 2012 sur HBO 23 décembre 2012 sur OCS   | 9F21          | 2,19                   |
| Van Alden est franc avec sa nounou Sigrid, mais cela se retourne contre eux lorsqu'ils reçoivent la visite d'un agent de la prohibition, le forçant à retourner chez O'Banion. Margaret subit des revers en essayant de promouvoir sa clinique de santé pour femmes. Gillian demande conseil à Leander pour financer son bordel, pour lequel elle doit soit changer de modèle économique, soit abandonner le passé. Nucky fait appel à un Eddie Cantor réticent pour aider Billie à progresser dans le monde. Une tentative est faite sur la vie de Gyp Rosetti. |    |                                           |                |                                  |                                                    |               |                        |
| 30 | 6  | Ging Gang Goolie                          | Ed Bianchi     | Steve Kornacki                   | 21 octobre 2012 23 décembre 2012 sur OCS           | 9F21          | 2,34                   |
| Nucky manœuvre pour éviter une chute politique pour le procureur général, se faisant arrêter dans le processus. Eli et Mickey visitent Tabor Heights. Richard se lie d'amitié avec un ancien combattant plus âgé et sa fille, Julia. Gillian prend un jeune amant, qu'elle nomme "James". Alors que son fils aspire à une présence masculine dans la maison, Margaret ravive une liaison avec Owen. |    |                                           |                |                                  |                                                    |               |                        |
| 31 | 7  | En habits du dimanche Sunday Best         | Allen Coulter  | Howard Korder                    | 28 octobre 2012 sur HBO 30 décembre 2012 sur OCS   | 9F21          | 1,97                   |
| Nucky, Eli et leurs familles se lient autour du dîner de Pâques. Richard emmène le jeune Tommy dîner chez les Sagorsky et Julia accepte l'invitation de Richard au carnaval local. En danger de représailles pour ses actions à Tabor Heights, Gyp négocie un accord avec son patron, Joe Masseria. Gillian en vient à des termes meurtriers avec la mort de Jimmy. |    |                                           |                |                                  |                                                    |               |                        |
| 32 | 8  | Le Poney The Poney                        | Allen Coulter  | Terence Winter et Howard Korder  | 4 novembre 2012 sur HBO 30 décembre 2012 sur OCS   | 9F21          | 2,09                   |
| Des dispositions sont prises pour que Nucky fréquente un club privé, où il fait une proposition au secrétaire au Trésor, Andrew Mellon. Torrio, de retour d'Italie, donne à Al un rôle plus important dans l'entreprise. Nelson, redevable à O'Banion, est obligé de travailler pour lui après les heures, tout en faisant face à des problèmes dans son travail de jour. Nucky et Billie se disputent sur la nature de leur relation. Margaret décide de prendre position sur le contrôle des naissances et cherche un poney d'anniversaire avec l'aide d'Owen. Gillian coupe les liens avec Luciano, donnant un pourboire à Gyp dans le processus. Le résultat est une tentative d'assassinat de Nucky dans laquelle Billie est tuée dans une violente explosion sur la promenade. |    |                                           |                |                                  |                                                    |               |                        |
| 33 | 9  | Le Sort de la laitière The Milkmaid's Lot | Ed Bianchi     | Rolin Jones                      | 11 novembre 2012 sur HBO 6 janvier 2013 sur OCS    | 9F21          | 2,09                   |
| Se réfugiant au Ritz, un Nucky commotionné et fiévreux se bat pour être l'homme responsable tout en luttant contre les trous de mémoire de la commotion cérébrale, avec l'aide de sa famille et de ses plus proches complices, pendant qu'ils planifient son prochain déménagement. Gyp retourne à Tabor Heights et lance sa propre opération d'importation avec la bénédiction de Joe Masseria. Richard emmène Julia à un bal et Gillian lui reproche la dernière mésaventure de Tommy. George Remus est arrêté pour violation de la loi Volstead. |    |                                           |                |                                  |                                                    |               |                        |
| 34 | 10 | L'Ami naturel A Man, A Plan…              | Jeremy Podeswa | Dave Flebotte                    | 18 novembre 2012 sur HBO 6 janvier 2013 sur OCS    | 9F21          | 2,18                   |
| Nucky et Owen planifient un mouvement contre New York, poursuivant d'abord Masseria. Un intermédiaire qui pourrait exposer à la fois Nucky et le procureur général est ciblé. Le nouveau travail de vente de Nelson lui cause des ennuis avec Capone. La relation de Richard et Julia fait un pas en avant. Après avoir été rejetés par Rothstein, Luciano et Lansky se lancent en affaires avec Masseria. Margaret révèle à Owen qu'elle est enceinte de son bébé mais avant qu'ils ne puissent s'enfuir, il est tué par les hommes de Masseria. |    |                                           |                |                                  |                                                    |               |                        |
| 35 | 11 | Deux imposteurs Two Imposters             | Allen Coulter  | Howard Korder                    | 25 novembre 2012 sur HBO 13 janvier 2013 sur OCS   | 9F21          | 2,30                   |
| Gyp et son équipage emménagent à Atlantic City. Nucky part en fuite tandis que sa femme disparaît avec ses enfants. Nucky et Eddie blessé se tournent vers Chalky pour obtenir de l'aide; Chalky a une confrontation avec Rosetti. Lansky conseille à Luciano d'être prudent dans leur nouvelle opération d'héroïne. Gillian se retourne contre Richard, l'expulsant de la maison. Eli ramène Capone de Chicago avec lui en tant qu'allié dans le combat de Nucky pour conserver son empire. |    |                                           |                |                                  |                                                    |               |                        |
| 36 | 12 | Margate Sands                             | Tim Van Patten | Terence Winter et Howard Korder  | 2 décembre 2012 sur HBO 13 janvier 2013 sur OCS    | 9F21          | 2,73                   |
| C'est une guerre à grande échelle à Atlantic City et les corps s'entassent des deux côtés. Basé dans une cour à bois, Nucky cherche à affaiblir l'alliance Rosetti-Masseria tout en luttant pour maintenir la paix entre Capone et Chalky. À New York, Luciano est piégé par Masseria et Rothstein avec l'aide de faux policiers. Gillian tente en vain de séduire, de droguer et probablement de tuer Rosetti. Nucky conclut un accord avec Rothstein pour briser le pouvoir de Rosetti. L'armée de Chalky et Capone massacre les hommes de Masseria alors qu'ils se retirent à New York. Richard prend d'assaut la maison de Gillian et tue de nombreux hommes de Rosetti mais Rosetti s'échappe. Nucky utilise ses relations politiques pour régler ses comptes avec Rothstein. Richard donne à Tommy une nouvelle maison chez Julia, sacrifiant sa relation avec elle dans le processus. Rosetti rencontre ses trois hommes de main restants mais sur ordre de Nucky, l'assistant principal de Gyp le poignarde à mort alors qu'il urine sur une plage. Nucky retrouve Margaret, qui met fin à leur relation. Un Nucky déprimé marche sur la promenade où il est reconnu par d'autres piétons. Alors qu'il est seul, il a repris le contrôle d'Atlantic City. |    |                                           |                |                                  |                                                    |               |                        |